# Bundesministeriengesetz 1986
Das Bundesministeriengesetz 1986 (Abkürzung: BMG) regelt die bestehenden Bundesministerien und ihre Aufgabengebiete für die Republik Österreich.

## Eingerichtete Bundesministerien
§ 1 Abs. 1 des Bundesministeriengesetzes 1986 sieht derzeit folgende 13 Ministerien vor:
1. das Bundeskanzleramt
2. das Bundesministerium für Wohnen, Kunst, Kultur, Medien und Sport
3. das Bundesministerium für europäische und internationale Angelegenheiten
4. das Bundesministerium für Arbeit, Soziales, Gesundheit, Pflege und Konsumentenschutz
5. das Bundesministerium für Bildung
6. das Bundesministerium für Frauen, Wissenschaft und Forschung
7. das Bundesministerium für Wirtschaft, Energie und Tourismus
8. das Bundesministerium für Innovation, Mobilität und Infrastruktur
9. das Bundesministerium für Finanzen
10. das Bundesministerium für Inneres
11. das Bundesministerium für Justiz
12. das Bundesministerium für Land- und Forstwirtschaft, Klima- und Umweltschutz, Regionen und Wasserwirtschaft
13. das Bundesministerium für Landesverteidigung

## Änderungen an der Ressortverteilung
Da das Bundesministeriengesetz 1986 nicht nur die Zahl der Ministerien, sondern auch ihre genauen Aufgabengebiete festlegt, muss jede Änderung in der Ressortverteilung innerhalb der Bundesregierung per Gesetz erfolgen. Das Bundesministeriengesetz 1986 wird daher regelmäßig nach Abschluss der Koalitionsverhandlungen geändert. Auch nach Rücktritten und Neubestellungen von Regierungsmitgliedern erfolgt gelegentlich eine Novelle, um die Aufgabenverteilung an das neue Regierungsteam anzupassen.